# José Miramontes Zapata
José Miramontes Zapata (San Luis Potosí, S.L.P., 1959 - San Luis Potosí, 19 de abril de 2025) fue un pianista y director de orquesta y coros potosino, fundador de la Orquesta Sinfónica de San Luis Potosí.

## Estudios iniciales
Estudió piano de la Escuela Nacional de Música de la UNAM, posteriormente obtuvo el grado de  maestría en Dirección de Coros y Orquesta por el Conservatorio RImsky-Korsakov de San Petersburgo, Rusia, fue un destacado alumno de los directores sinfónicos Tatiana Ivanovna Khitrova, Víctor Fediotov y Mikhail Kukuskin, obteniendo diploma de honor por sus estudios.

## Primeras labores destacadas
De 1987 a 1988 fue profesor en la Escuela de Bellas Artes de Toluca. Desde su retorno a su natal San Luis Potosí en 1995 resaltó por la calidad en su trabajo coral y orquestal con músicos locales.
En julio del 2000, fundó la Orquesta Sinfónica de San Luis Potosí (OSSLP), que se ha posicionado, en el plano nacional e internacional, como una de las mejores agrupaciones orquestales sinfónicas mexicanas. Bajo su dirección, la Orquesta Sinfónica de San Luis Potosí ha sido invitada a participar en los festivales internacionales de la Asociazione Mundiale Toscanini, en Italia, y en el Festival Musicalta, de Alsacia (Francia).

## Actividades más recientes
En agosto de 2005, bajo su dirección, la Orquesta Sinfónica de San Luis Potosí fue la primera de América Latina que ejecutó conciertos en la Musikverein de Viena. Asimismo, dirigió el Coro de la Escuela Estatal de Música de San Luis Potosí, que se distinguió por ser el primer coro mexicano en ejecutar conciertos en la Sala de la Orquesta Filarmónica de Berlín, con la Orquesta Schöneberg. Posteriormente fue director general y director artístico de la OSSLP.